# Ruyispira

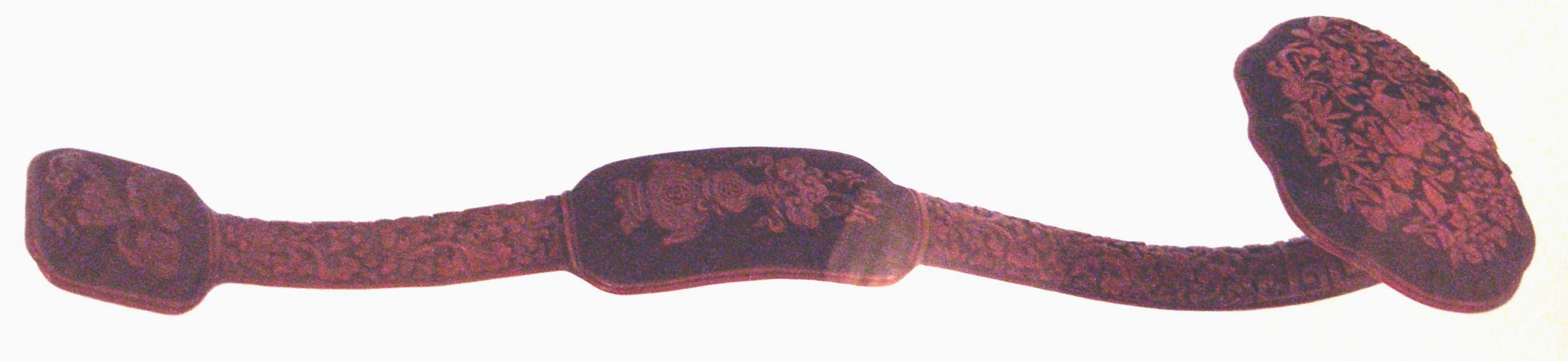
Ruyispira från Qingdynastin.

Ruyispira (kinesiska: 如意, pinyin: Rúyì; Wade–Giles: Ju-i) är en traditionell kinesisk födelsedagspresent. Den bör vara utformad så att den påminner om en stiliserad lotusblomma. Ruyi betyder på kinesiska som du önskar, må din önskan gå i uppfyllelse.
En ruyispira (eller lotusspira) är också kännetecknande för He Xiangu, en av daoismens åtta odödliga. Ruyispirans yangkaraktär kopplas vanligen till att den ska likna lacktickan och himlen. Den övre, böjda, delen återkommer ofta som en dekorativ bård på kinesiskt porslin.
Under Qingdynastin var det vanligt att kejsaren överlämnade ruyispiror av jade till särskilt förtjänta generaler, adliga och ministrar som ett tecken på kejsarens stora välvilja.